# Ana Carolina da Fonseca
Ana Carolina da Fonseca (São Paulo, 1978. október 25. –) amerikai-brazil modell, filmszínésznő,  és televíziós színésznő. Portugál szülők gyermekként jött a világra, szüleivel 12 évesen költözött Amerikába. Beszél angolul, spanyolul és portugálul. Szerepelt az Eva Luna című filmben is.

## Filmjei
- 2003 Te Amaré en Silencio (Celeste)
- 2006 DoDo Rings (Katherine)
- 2008 Al Fin y al Cabo
- 2008 The Music of You (Angel)
- 2010–2011 Eva Luna